# Elisabeth von Sachsen-Weimar-Eisenach (1854–1908)

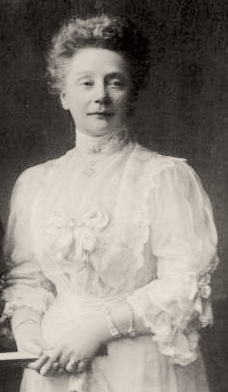
Elisabeth von Sachsen-Weimar-Eisenach, Herzogin zu Mecklenburg

Elisabeth von Sachsen-Weimar-Eisenach, im Familienkreis Elsi genannt, (* 28. Februar 1854 in Weimar; † 10. Juli 1908 auf Schloss Wiligrad in der Nähe von Lübstorf; vollständiger Name: Elisabeth Sybille Marie Dorothea Luise Anne Amalie) war Prinzessin von Sachsen-Weimar-Eisenach und Herzogin zu Sachsen sowie durch Heirat Herzogin zu Mecklenburg.

## Leben

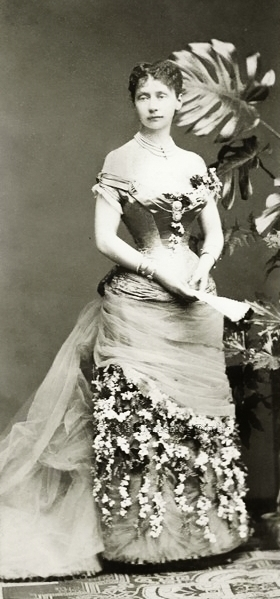
Elisabeth von Sachsen-Weimar-Eisenach, Herzogin zu Mecklenburg

Elisabeth war die jüngste Tochter von Großherzog Karl Alexander von Sachsen-Weimar-Eisenach und seiner Frau Sophie von Oranien-Nassau.
Sie heiratete am 6. November 1886 in Weimar Herzog Johann Albrecht zu Mecklenburg [-Schwerin] (1857–1920). Beide lebten ab 1898 im neu erbauten Schloss Wiligrad, dessen Park sie nach dem Vorbild des heimatlichen Weimarer Schlossparks gestalten ließ.
Wie ihr Vater und ihr Ehemann widmete sie sich den Kolonialgebieten des deutschen Reiches in Afrika. So gründete sie den Frauenbund der Kolonialgesellschaft, den Deutschen Frauenverein für Krankenpflege in den Kolonien und die Kolonialfrauenschule in Witzenhausen. 
Im Alter von nur 54 Jahren verstarb Herzogin Elisabeth am frühen Morgen des 10. Juli 1908 nach langjähriger Krankheit auf Schloss Wiligrad. Sie wurde am 15. Juli 1908 im Doberaner Münster beigesetzt.

## Musikinteresse
Die Herzogin war seit ihren Jugendjahren eine ausgesprochene Musikliebhaberin, im Gesang und Klavierspiel talentiert. Sie war mit Franz Liszt befreundet, mit dem sie bei seinen Besuchen auf Schloss Belvedere in Weimar im Gesang-Duett oder im vierhändigen Klavierspiel musizierte. Auch später auf Schloss Wiligrad umgab sie sich gerne mit Musikern der damaligen Zeit, wie dem amerikanischen Komponisten Ernest Schelling. Dieser komponierte ihr zu Ehren das Klavierstück Au Château de Wiligrad.
Musikabende am kaiserlichen Hofe wie am 22. Oktober 1893 waren bei der Herzogin sehr beliebt. Die Musikabende führten auch zu allerlei Konversation, wie mit Philipp Fürst zu Eulenburg, der dem Kaiser über den Inhalt sogleich Bericht erstattete.

## Stiftung Elisabethheim Rostock
Herzogin Elisabeth regte im Frühjahr 1899 die Gründung einer Anstalt zur Erziehung und Ausbildung unbemittelter, verkrüppelter Kinder an. Wenige Monate später, am 8. Juli 1899, ebnete ein eigens geschaffenes Komitee den Weg zur Gründung einer solchen Einrichtung in Rostock. Nachdem Spenden in Höhe von 17.000 Mark eingegangen waren, konnte am 1. Mai 1900 in einer Wohnung in der Friedrichstraße 33 eine Krüppelanstalt eingerichtet werden. Der Vorstand der Anstalt, dem auch Generalleutnant von Haeseler angehörte, würdigte die Verdienste der Herzogin am 23. Februar 1901 mit der Errichtung der Stiftung Landeskrüppelanstalt Elisabethheim zu Rostock. Den Namen Elisabethheim trug die Einrichtung bis zur Umwandlung in eine orthopädische Fachklinik im Jahr 1946. 

## Ehrungen

### Auszeichnungen
- Damendekoration (in Diamanten[10]) des Hausordens der Wendischen Krone[11]
- Großherzoglich Sächsisches Ehrenzeichen für rühmliche Tätigkeit während des Krieges 1870/71
- Sachsen-Weimarsche Ehejubiläumsmedaille in Gold
- Gedächtnismedaille Friedrich Franz III.
- Preußische Rote Kreuz-Medaille I. Klasse
- Südwestafrika-Denkmünze in Stahl
- Großherzoglich Badische Jubiläums- und Ehejubiläums-Medaillen
- Königlich Niederländische Vermählungsmedaille
- Erinnerungsmedaille an die Silberhochzeit des schwedischen Kronprinzlichen Paares
- Königlich Rumänische Jubiläumsmedaille
- Russischer Orden der Heiligen Katharina I. Klasse
- Großherrlich Türkischer Nişan-ı Şefkat I. Klasse

### Benennungen
- Herzogin Elisabeth, Expeditionsschiff der Neuguinea-Kompagnie